# Ху Сюин
Ху Сюин (кит. 胡秀英, пиньинь Hú Xiùyīng; 1908—2012) — китайская учёная-ботаник, доктор философии Гарвардского университета.

## Биография
Родилась в 1908 году (по документам — 22 февраля 1910 года) в провинции Цзянсу на территории, подчинённой Сюйчжоуской управе. Училась в Гиньлинском женском колледже (ныне — часть Нанкинского нормального университета), окончила его со степенью бакалавра в 1933 году. В 1937 году получила степень магистра в Линнаньском университете.
В 1946 году отправилась в США для подготовки диссертации доктора философии. В 1949 году защитила диссертацию по руководством Элмера Дрю Меррилла в Гарвардском университете, став первой китайской женщиной, получившей эту степень в Гарварде. До 1953 года работала ассистентом Карла Сакса в гербарии Арнольд-Арборетума, затем — научным сотрудником.
В 1968 году Ху Сюин была назначена старшим преподавателем Колледжа Чун Цзи Китайского университета Гонконга. С 1976 по 1990 год являлась почётным ботаником Гербария Гарвардского университета. Несколько лет Ху Сюин являлась советником в Ботаническом саду Сунь Ятсена, почётным профессором Южно-Китайского сельскогохозяйственного университета, почётным профессором китайской медицины Китайского университета Гонконга.
В 1992 году Падубовое общество Америки основало Премию имени Ху Сюин в ознаменование её вклада в систематику рода Падуб, первым обладателем этой премии стала сама Ху.
Скончалась 22 мая 2012 года.

## Некоторые научные публикации
- Hu S.-Y. Medicinal plants of Chengdu herb-shops // Journal of West China Border Research Society. — 1945. — Vol. 15B. — P. 95—177.
- Hu S.-Y. The genus Ilex in China // Journal of the Arnold Arboretum. — 1949. — Vol. 30. — P. 233—387.
- Hu S.-Y. A monograph of the genus Philadelphus // Journal of the Arnold Arboretum. — 1954. — Vol. 35. — P. 275—333.
- Hu S.-Y. A monograph of the genus Paulownia // Quarterly Journal of Taiwan Museum. — 1959. — Vol. 12. — P. 1—54.
- Hu S.-Y. Compositae of China // Quarterly Journal of Taiwan Museum. — 1965. — Vol. 18. — P. 1—137.
- Hu S.-Y. Compositae of China II // Quarterly Journal of Taiwan Museum. — 1965. — Vol. 18. — P. 233—333.
- Hu S.-Y. Compositae of China III // Quarterly Journal of Taiwan Museum. — 1966. — Vol. 19. — P. 1—73.
- Hu S.-Y. Compositae of China IV // Quarterly Journal of Taiwan Museum. — 1966. — Vol. 19. — P. 203—301.
- Hu S.-Y. Compositae of China V // Quarterly Journal of Taiwan Museum. — 1967. — Vol. 20. — P. 1—77.
- Hu S.-Y. Compositae of China VI // Quarterly Journal of Taiwan Museum. — 1967. — Vol. 20. — P. 284—339.
- Hu S.-Y. Compositae of China VII // Quarterly Journal of Taiwan Museum. — 1968. — Vol. 21. — P. 1—52.
- Hu S.-Y. Compositae of China VIII // Quarterly Journal of Taiwan Museum. — 1968. — Vol. 21. — P. 128—179.

## Род и некоторые виды растений, названные именем Ху Сюин
- Shiuyinghua Paclt, 1962
- Arundinaria shiuyingiana L.C.Chia & But, 1983 — Oligostachyum shiuyingianum (L.C.Chia & But) G.H.Ye & Z.P.Wang, 1990
- Euonymus huae J.S.Ma, 1997
- Hedyotis shiuyingiae Tao Chen, 2008
- Pinalia shiuyingiana Ormerod & E.W.Wood, 2010
- Polystichum huae H.S.Kung & L.B.Zhang, 1995
- Scirpus huae T.Koyama, 1961